# Erodium stellatum
Erodium stellatum là một loài thực vật có hoa trong họ Mỏ hạc. Loài này được Delile mô tả khoa học đầu tiên năm 1839.